# Filoteusz (patriarcha Aleksandrii)
Filoteusz – prawosławny patriarcha Aleksandrii w latach 1435–1459. Potępił Sobór florencki.